# Inés Brock-Harder
Inés Brock-Harder (* 30. September 1964 in Elgersburg) ist eine deutsche Politikerin (Bündnis 90/Die Grünen) und Mitglied im Stadtrat von Halle (Saale).

## Leben
Nach einem Studium der Germanistik, Anglistik und Pädagogik von 1983 bis 1989 an der Martin-Luther-Universität Halle-Wittenberg war Inés Brock-Harder als Schwangeren- und Familienberaterin tätig und erhielt im Jahr 1999 die Approbation als Kinder- und Jugendpsychotherapeutin. 2010 promovierte sie an der Martin-Luther-Universität in Erziehungswissenschaften. Seit 2011 ist sie nach eigenen Angaben selbstständig als Hochschullehrerin am Studienzentrum MEU der privaten Diploma Hochschule, als Lehrtherapeutin in der Ausbildung von Psychotherapeuten und als Supervisorin tätig. Im selben Jahr gründete sie das Nathusius-Institut für Psychologie, Bildung und Beratung mit Sitz in Halle (Saale). Inés Brock-Harder ist Autorin von Fachbüchern und wissenschaftlichen Zeitschriftenartikeln. Sie hat vier erwachsene Söhne.

## Politik
In der Wendezeit engagierte sich Inés Brock-Harder beim Neuen Forum. Seit 1997 ist sie Mitglied von Bündnis 90/Die Grünen Sachsen-Anhalt und war von 2000 bis 2006 eine der beiden Vorsitzenden des Landesverbandes. 2001 war Inés Brock-Harder stellvertretende Sprecherin der grünen Bundesarbeitsgemeinschaft Gesundheit, Soziales, Arbeitsmarkt und Mitglied der Kinderpolitischen Kommission. Bei der Landtagswahl in Sachsen-Anhalt 2006 war sie Spitzenkandidatin von Bündnis 90/Die Grünen; die Grünen verpassten aber mit 3,6 Prozent den Einzug in den Landtag. Im Jahr 2009 wurde sie erstmals in den Stadtrat von Halle (Saale) gewählt. 2013 wurde sie Fraktionsvorsitzende von Bündnis 90/Die Grünen im hallischen Stadtrat. Seit 2019 führte sie die Fraktion gemeinsam mit Melanie Ranft und dem stellvertretenden Fraktionsvorsitzenden Dennis Helmich. Im Jahr 2020 beteiligte sie sich an einem öffentlichen Appell zu Gunsten von Boris Palmer, der wegen umstrittener Äußerungen zu Maßnahmen anlässlich der Corona-Pandemie bundesweit in der Kritik stand. Darüber hinaus ist sie seit 2013 im Verband kinderreicher Familien Deutschland Mitglied im wissenschaftlichen Beirat und dessen Werbebotschafterin. Zur Bundestagswahl 2021 kandidierte sie auf Listenplatz 3 von Bündnis 90/Die Grünen in Sachsen-Anhalt und im Bundestagswahlkreis Halle. Sie verpasste den Einzug in den Bundestag über die Landesliste und über ihren Wahlkreis. Zwei Wochen später kündigte sie ihren parteipolitischen „Rückzug aus der ersten Reihe“ an und erklärte ihren sofortigen Rücktritt als Co-Vorsitzende der grünen Stadtratsfraktion. Seit September ist sie Vorsitzende des Bundesverbandes für Kinder- und Jugendlichentherapie e. V. (bkj).

## Publikationen
- (Hrsg.) Bruderheld und Schwesterherz. Geschwister als Ressource. Reihe Therapie & Beratung. Psychosozial-Verlag, Gießen 2015, ISBN 978-3-8379-2457-2.
- (Hrsg.) Wie die Geburtserfahrung unser Leben prägt. Perspektiven für Geburtshilfe, Entwicklungspsychologie und die Prävention früher Störungen. Reihe Therapie & Beratung. Psychosozial-Verlag, Gießen 2018, ISBN 978-3-8379-2718-4.